# Landsberger Straße (München)
Die Landsberger Straße ist eine der Hauptausfallstraßen in München.

## Verlauf
Die Straße mit einer Länge von 6565 Metern führt in der Verlängerung der Bayerstraße südlich parallel zum Bahnkörper München Hauptbahnhof–München-Pasing von der Einmündung der Martin-Greif-Straße durch die Münchner Stadtbezirke Schwanthalerhöhe (Westend), Laim und Pasing bis zum Pasinger Marienplatz. An ihrem östlichen Ende überwindet die Straße den kleinen Höhenzug Theresienhöhe, einen Ausläufer des westlichen Hochufers des Isarhochufers. Ihre Fortsetzung nach Westen ist die Bodenseestraße. Von ihrer Kreuzung mit dem Mittleren Ring an der Trappentreustraße/Donnersbergerbrücke bildet sie nach Westen einen Abschnitt der Bundesstraße 2. Auf der Höhe der S-Bahn-Station Laim werden die von Norden durch die Laimer Unterführung kommende Wotanstraße und die nach Süden verlaufende Fürstenrieder Straße (beide Teile des sog. Äußeren Rings) gekreuzt. Im Zentrum von Pasing wird die B2 aber weiter nördlich über die Nordumgehung Pasing auf der Josef-Felder-Straße geführt. Vom östlichen Straßenanfang bis zur Elsenheimerstraße und von der Straße Am Knie an bis in das Pasinger Zentrum verläuft die Straßenbahn in der Landsberger Straße.
Die Straße kreuzt zwei Bahntrassen, nämlich zunächst die Bahnstrecken München–Lenggries und München–Rosenheim mit einer Straßenunterführung sowie weiter westlich die Bahnstrecke München-Laim–München Süd und die Sendlinger Spange mittels einer Straßenbrücke.
Zwischen den Abzweigungen Eisenheimer Straße und der Fürstenrieder Straße, sowie zwischen den Abzweigungen Fürstenrieder Straße und Willibaldstraße verlaufen jeweils schmale, namenlose Parallelstraßen, die die Zufahrt zu den anliegenden Firmen ermöglichen, damit der starke Durchgangsverkehr nicht behindert wird. Über viele Jahre befand sich in diesen Parallelstraßen ein nächtlicher Straßenstrich.

## Bezeichnung
Die Bezeichnung der Straße rührt von der Stadt Landsberg am Lech her, die im weiteren Verlauf der Straße erreicht wird.

## Wichtige Bauwerke an der Straße
An der Landsberger Straße liegen u. a. die Betriebsgebäude der Augustiner-Brauerei (Nr. 31–35), das Hochhaus Central Tower München, das ehemalige Hauptzollamt (Nr. 122–132), die Persil-Schule (Nr. 150), die ICE-Halle der Deutschen Bahn (Nr. 158), ein Saal der Zeugen Jehovas, die Villa Kürth in der Nähe der Laimer Unterführung, das Pasinger Rathaus und die Pasing Arcaden 2.
An der Ecke Elsenheimerstraße sind eine Skulptur von Reinhart R. Wolke sowie die „Graue-Männer-Skulpturen“ von Christel Lechner aufgestellt.

### Abgegangene Bauwerke
- Gebäude des JRO-Verlags (Nr. 191)
- Kochherdfabrik von Friedrich Wamsler (abgebrochen 1999)
- Rex-Motoren-Werke
- Großwirt Laim, Großgaststätte an der Laimer Unterführung (abgebrochen 1959, Südflügel 2019)
- Münchner Niederlassung von Steinway & Sons (früher Pianohaus Lang) (Nr. 336)

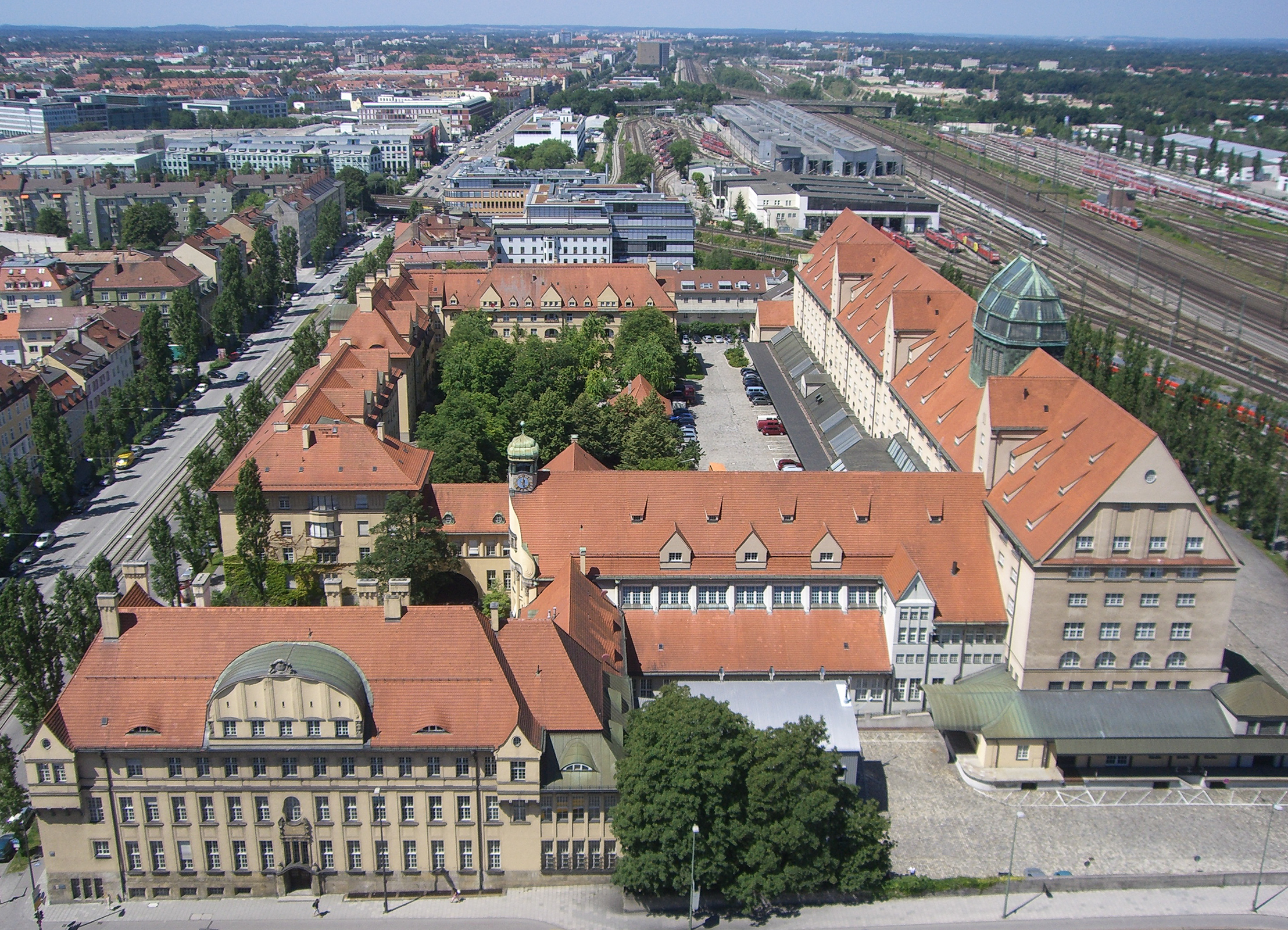
Die Landsberger Straße am ehemaligen Hauptzollamt (die Straße links des Gebäudekomplexes)
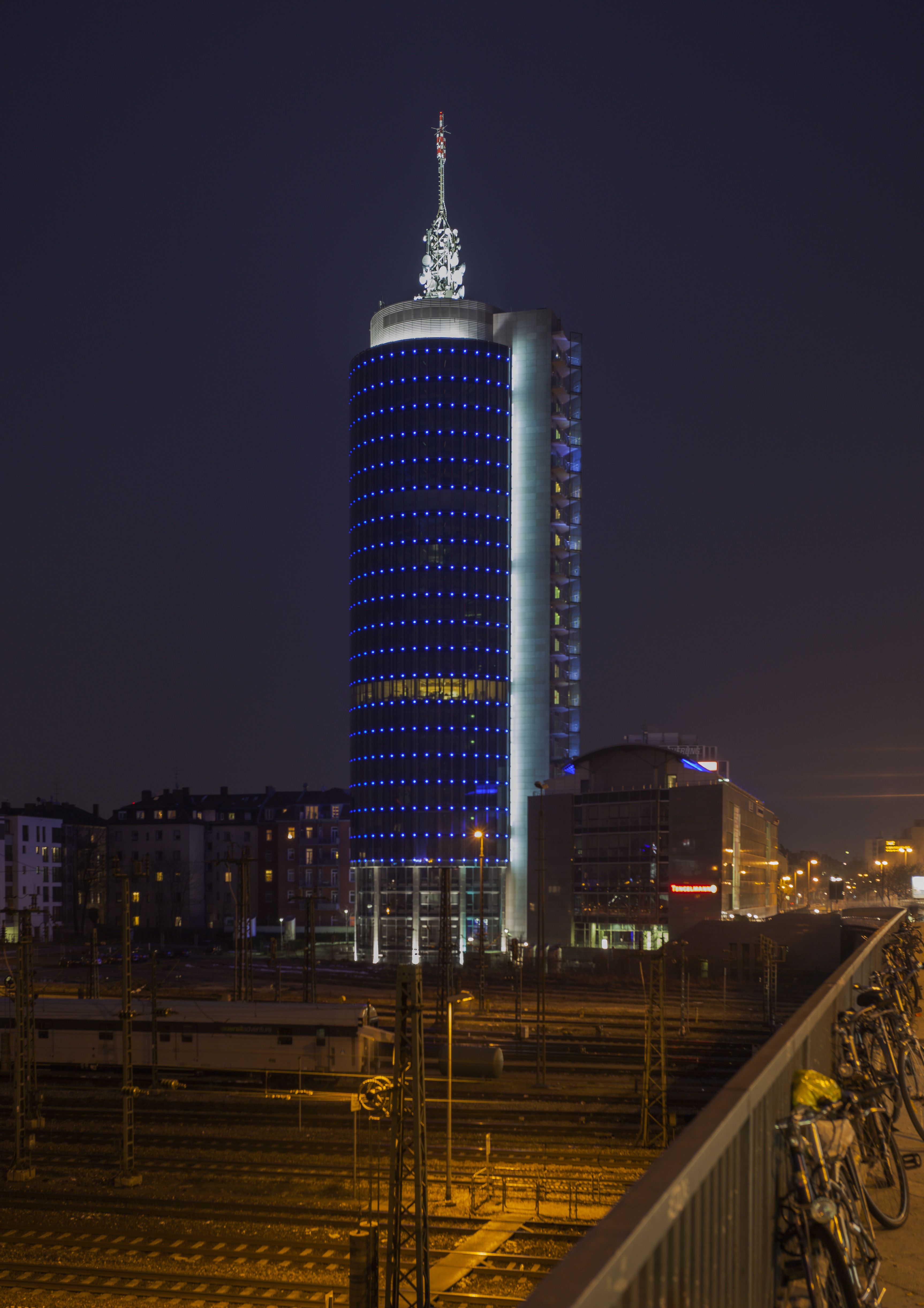
Central Tower München
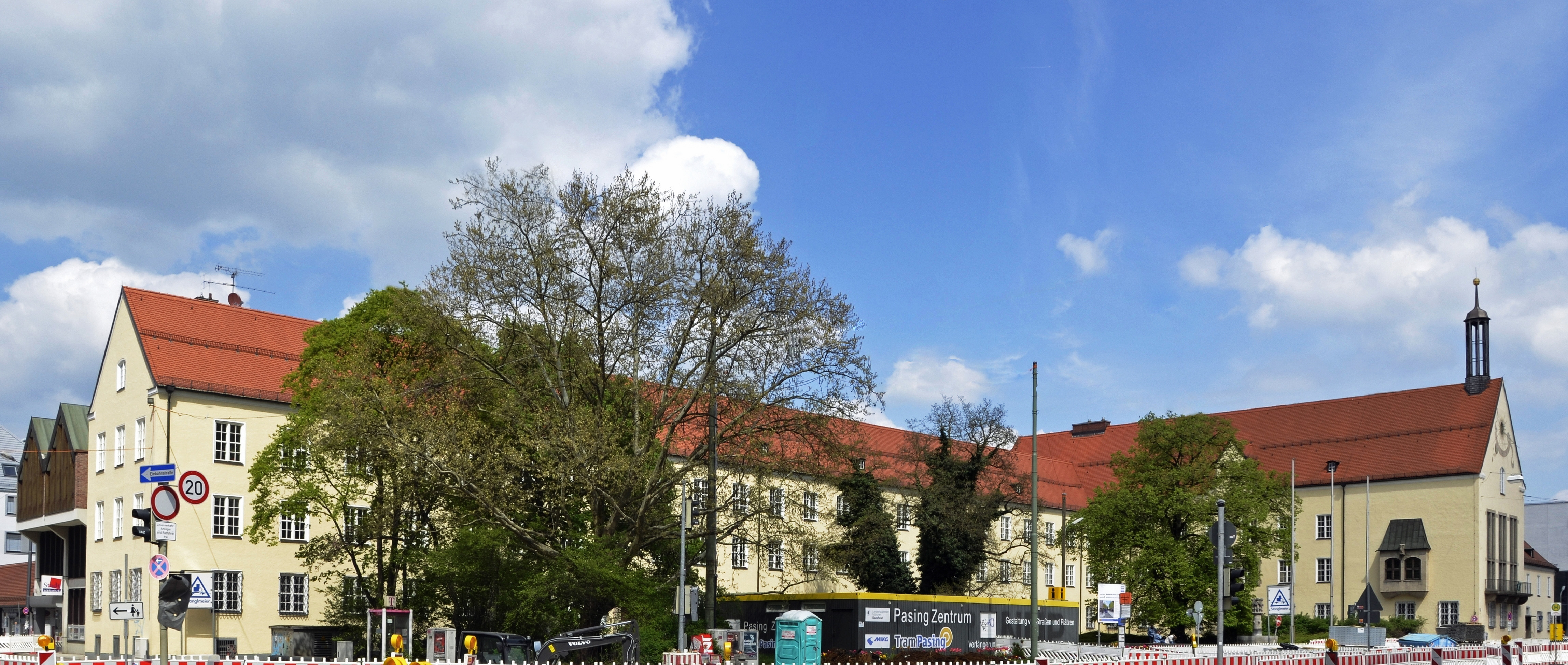
Pasinger Rathaus
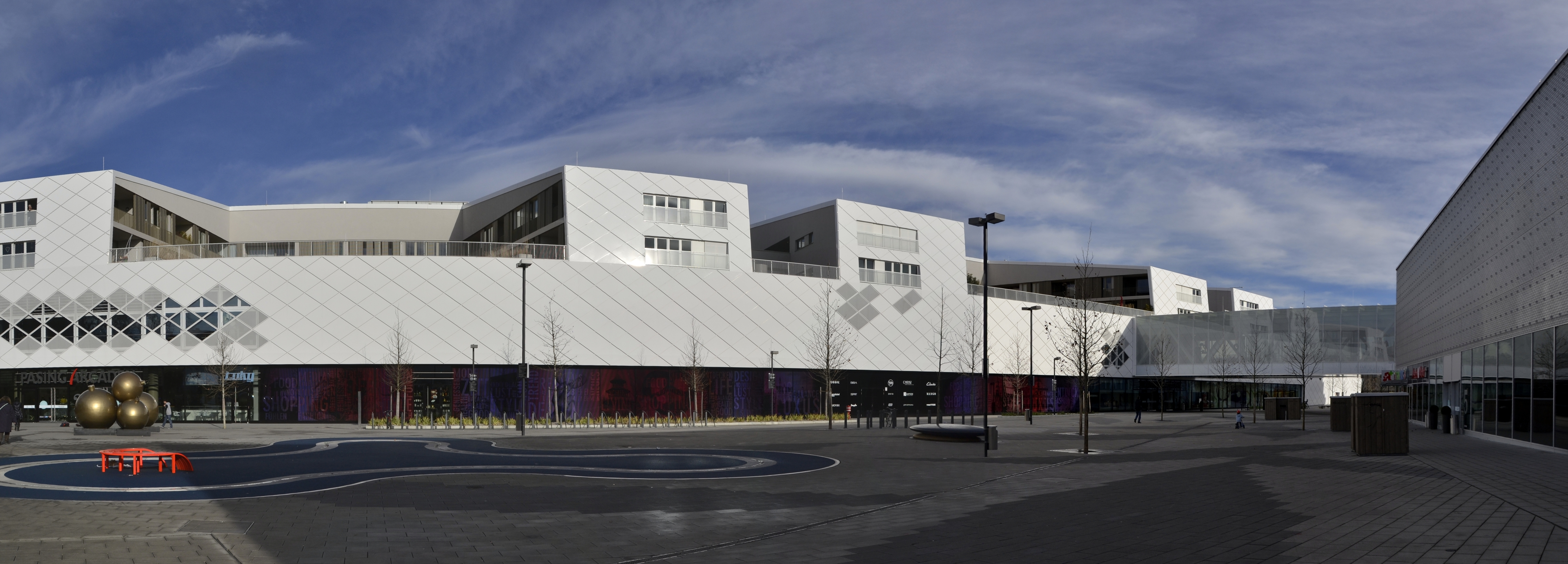
Pasing Arcaden